# Список умерших в 559 году

## Дата смерти неизвестна или требует уточнения
- Вэньсюань-ди, первый император китайской династии Северная Ци.
- Ида, первый король Берниции (547—559).
- Кристина Персидская, христианская мученица.
- Харарих, король свевов в Галисии (550—559).